# Рептилікус
«Рептилікус» — дансько-американський фільм 1961 року про доісторичну гігантську рептилію. Фільм був створений Cinemagic і Saga Studio, а окремі версії вийшли в Данії та Сполучених Штатах. Дистрибуцією в США займалася American International Pictures.
Знімання відбувалося в кількох місцях Данії, зокрема в Копенгагені, Сьєлланді та Ютландії. Було створено кілька версій. Оригінал знятий рідною данською мовою, а другий — англійською. У кожній версії фільму брали участь ті самі актори, за винятком Боділа Міллера, якого замінила актриса Марла Беренс, оскільки данська актриса не розмовляла англійською. Однак англійська версія фільму була серйозно відредагована, включаючи зміни кадрів, щоб показати рептилію, що блює кислотною отрутою, а голоси акторів для випуску фільму в Сполучених Штатах були дубльовані American International Pictures.

## Сюжет
З мерзлої землі в Лапландії, де данські шахтарі бурять землю, Свенд Вільторфт викопує частину хвоста гігантської рептилії. Частину доставляють до Данського акваріума в Копенгагені, де її зберігають у холодній камері для наукових досліджень. Але через необережне поводження кімната залишається відкритою, і секція починає відтавати. Учені виявили, що вона починає регенерувати.
Професор Отто Мартенс, який відповідає за тераріум, називає вид рептилій «Reptilicus» (за пропозицією репортера) і порівнює його здатність до регенерації з іншими тваринами, наприклад морськими зірками.
Після повної регенерації з хвостової частини Рептилікус починає нестримну агресію від сільської місцевості Данії до охоплених панікою вулиць Копенгагена (включаючи одну з його відомих визначних пам'яток, міст Лангебро). Нарешті за допомогою заспокійливого засобу, розробленого геніальними вченими та вистріленого в його пащу з базуки, випущеної Генералом Грейсоном, чудовисько непритомніє.
Однак фільм залишається відкритим. На останньому кадрі показано, як одна з ніг Рептілікуса, яку раніше відірвало глибинними бомбами ВМС Данії, сидить на морському дні, і це підвищує ймовірність того, що вона може регенерувати в нового Рептілікуса.

## Актори
- Карл Оттосен — генерал Марк Грейсон
- Енн Смірнер — Ліза Мартенс
- Мімі Генріх — Карен Мартенс
- Асбйорн Андерсен — професор Отто Мартенс
- Боділ Міллер — Конні Міллер (данська версія)
- Марла Беренс — Конні Міллер (американська версія)
- Бент Мейдінг — Свенд Вільторфт
- Повл Волдайк — доктор Пітер Делбі
- Дірч Пассер — Петерсон
- Оле Вісборг — капітан Брандт
- Клаус Токсвіг у ролі Клауса Токсвіга

## Виробництво
Оригінальну данськомовну версію зняв данський режисер Поул Бенг і вона вийшла в Данії 25 лютого 1961 року.
У липні 1960 року стартувало виробництво американської версії. Вона була знята англійською мовою з майже ідентичним акторським складом і була знята американським продюсером-постановником фільму Сідні В. Пінк. Спочатку компанія American International Pictures визнала цю версію фактично непридатною для випуску, і, перш ніж вона нарешті вийшла в Америці в 1962 році, її довелося значною мірою переробити дансько-американським сценаристом фільму Ібом Мельхіором. Пінк був розлючений змінами та розпочав з AIP судовий позов. Однак після того, як Пінк та інші переглянули англомовну версію, позов було скасовано.

### Похвали данських аніматорів
Пінк повернувся до Голлівуду, вихваляючи данську анімацію, сказавши, що «данська мініатюра перевершила японську, аж загалом визнана найкращою у світі. Об'єктів у Данії, за стандартами Голлівуду, особливо бракує; але прекрасні майстри, які збирають все вручну, не піклуються про час, (і) чудові». Пінк також сказав, що "голівудські кінематографісти ніколи по-справжньому не використовували скандинавські країни, тому краєвиди залишаються надзвичайно новим полем для кіно. Reptilicus у Saga Studios у Копенгагені створено «ціною 380 000 доларів США (дорівнює $3,480,697 у 2021 році), приблизно на третину того, що, ймовірно, коштувало б, якби було зроблено в США».

## Поширення

### Театральний випуск
Будучи єдиним у Данії фільмом про гігантських монстрів, цей фільм у своїй країні має культ. Сідні У 2001 році через касовий успіх «Годзілли» в 1998 році, Пінк спробував зняти ремейк фільму перед своєю смертю в 2002 році. 

### Домашнє відео
Американська версія «Рептилікуса» вийшла на DVD 1 квітня 2003 року за сприяння компанії MGM Home Entertainment під банером Midnite Movies. Данська версія вийшла на DVD у 2002 році від Sandrew Metronome. 16 червня 2015 року фільм вийшов у форматі Blu-ray за сприяння компанії Scream Factory як подвійний фільм 1977 року «Щупальця».

## Рецензії
«Рептилікус» отримав переважно негативні відгуки американських критиків. На Rotten Tomatoes фільм отримав рейтинг схвалення 25 % на основі 8 рецензій із середньозваженим рейтингом 3,9/10.
Письменник і кінокритик Леонард Малтін присудив фільму БОМБУ, найнижчу оцінку для фільму. У своїй рецензії на фільм Малтін писав, що фільм «гарний лише для сміху, оскільки [] сценарій використовує всі можливі кліше фільму про монстрів, аж до останнього кадру». TV Guide дав фільму одну з чотирьох можливих зірок, назвавши його «Фільм-монстр про чесних бідних». Метт Брансон з Creative Loafing дав негативну рецензію на фільм, написавши: «Незграбний дубляж іноземних акторів, спецефекти, які виглядають так, ніби вони коштують п'ятдесят баксів, смішно серйозні діалоги, смішне смішне полегшення від тупого персонажа — якщо взагалі було створено фільм, який заслуговує на показ у культовому серіалі Mystery Science Theatre 3000, то це саме той».

## Адаптації
Новелізація фільму вийшла в м'якій обкладинці під час його оригінального випуску («Рептилікус» Діна Оуена (Monarch Books 1961)).
У 1961 році компанія Charlton Comics випустила комікс на основі фільму. «Рептилікус» мав два випуски. Після закінчення дії авторських прав Чарльтон змінив зовнішній вигляд істоти та назвав її Рептизавр. Тепер серія була перейменована на «Жахливий Рептизавр» і продовжувалась із випуску № 3, а потім була скасована випуском № 8 у 1962 році. Після цього в 1963 році вийшов одноразовий випуск під назвою «Спеціальне видання Рептизавра». Рептизавр також епізодично з'явився в 12-му випуску іншого коміксу Чарльтона про гігантських монстрів — Ґорґо.
У 2012 році журнал Scary Monsters Magazine передрукував серію «Жахливий Рептизавр» як чорно-білу колекцію під назвою «Страшний скаризавр».

## У масовій культурі
- Відео з фільму було показано в епізоді Південний парк «Canceled».
- Кліпи з цього фільму часто з'являлися в різних епізодах телешоу 1960-х «Мавпи» .
- У третьому епізоді телешоу Green Acres, «Миттєва сім'я», цей фільм показували в автокінотеатрі.
- Фільм був представлений як прем'єрний епізод відродження Mystery Science Theatre 3000 у 2017 році.
- Аргентинська музична група Los Twist створила пісню про цей фільм для свого альбому La máquina del tiempo .
- У телешоу «Розчарування» (сезон 1, епізод 3) король Зог називає свою дружину Уну Рептилікус.
- У телешоу 1960-х «Беверлі Хіллбіллі» (5 сезон, 3 епізод) Джетро зустрічається на спортивній машині в автокінотеатрі, де показують цей фільм.